# Actiastes fundatum
Actiastes fundatum är en skalbaggsart som beskrevs av Albert A. Grigarick och Schuster 1971. Actiastes fundatum ingår i släktet Actiastes och familjen kortvingar. Inga underarter finns listade i Catalogue of Life.